# فلوريد الكروميل
فلوريد الكروميل مركب كيميائي لاعضوي صيغته CrF2O2، ويوجد على هيئة صلب أحمر بنفسجي، والذي ينصهر بسهولة إلى سائل أحمر برتقالي.

## التحضير
حضر المركب أول مرة سنة 1952؛ ويمكن أن تجرى عملية التحضير وفق أسلوبين؛ إما من تفاعل كلوريد الكروميل مع غاز الفلور عند الدرجة 200° س:
{\displaystyle \mathrm {CrO_{2}Cl_{2}+F_{2}\longrightarrow CrO_{2}F_{2}+Cl_{2}} }
أو من تفاعل ثلاثي أكسيد الكروم مع رباعي فلوريد الكبريت أو فلوريد الهيدروجين:
{\displaystyle \mathrm {CrO_{3}+SF_{4}\longrightarrow CrO_{2}F_{2}+SOF_{2}} }

## الخواص
يوجد المركب في الشروط القياسية من الضغط ودرجة الحرارة على هيئة صلب أحمر بنفسجي اللون، ولكنه مركب سهل الانصهار، إذ تقع نقطة انصهاره حوالي 30°س، لذلك فإنه ينصهر بسهولة إلى سائل أحمر برتقالي. يعد المركب من المؤكسدات القوية.
للمركب بنية رباعية تشبه بنية مشابهه كلوريد الكروميل.